# École des mines d'El Abed
L’École des Mines d'El Abed (EMEA) est une école publique algérienne, à caractère national, sous tutelle du Ministère chargé des Mines. Elle est chargée de mener des actions de formation pour le développement des qualifications dans les métiers liés à l’activité minière. Elle est située dans la commune d'El Bouihi, dans le wilaya de Tlemcen,,.

## Localisation
L’école des Mines d’El-Abed est localisée au niveau du village minier d’El-Abed, sur la commune d'El Bouihi, dans le wilaya de Tlemcen, à la frontière algéro-marocaine. Elle se trouve à 94 kilomètres au sud-ouest de Tlemcen et 60 kilomètres au sud de Maghnia. 
L'infrastructure s'étend sur 3 ha.

## Création
L’école fut créée sous la forme d’un EPIC en 2004 sur les lieux et place de l’ex-complexe minier de Zinc et plomb d’El Abed (wilaya de Tlemcen) par décret exécutif N°04-104 du 5 avril 2004 portant création, organisation et fonctionnement de l’école des Mines El Abed (EMEA).
L’école assure des formations professionnelles (initiale et perfectionnement) pour les :
- Ouvriers spécialisés
- Ouvriers et agents qualifiés
- Ouvriers et agents hautement qualifiés
- Agents de maîtrise et techniciens

À la demande des opérateurs miniers, des formations  sont organisées sous forme de sessions à la carte. 
En outre, l’EMEA assure des stages de mise en situation professionnelle pour les étudiants universitaires et les nouvelles recrues des entreprises. 

## Composition est capacité
Cette école est dirigée par Mustapha Mekarzia. Elle composée de plusieurs installations pédagogiques, un bloc administration et un autre de
formation, a une capacité en 2018 de 100 places.